# Francisco Fernández de la Cueva y Girón
Francisco Fernández de la Cueva y Girón (Cuéllar, 1510-Cuéllar, 1563), aristócrata español, IV duque de Alburquerque, grande de España, IV conde de Ledesma y de Huelma, I marqués de Cuéllar, IV señor de Mombeltrán, Pedro Bernardo y otros lugares.

## Vida
Nació en el castillo de Cuéllar en 1510, y fue hijo de Beltrán II de la Cueva y Toledo, III duque de Alburquerque, y de Isabel Girón, hija del II conde de Ureña, Juan Téllez-Girón. Sirvió en África, en la Goleta y la jornada de Túnez, y estuvo junto a su padre en Francia y en la toma de San Juan de Luz.
Casó en primeras nupcias con Constanza de Leiva y Villaragut, hija de los primeros príncipes de Ascoli, siendo padres de: 
- Beltrán de la Cueva y Leiva, que murió niño.
- Isabel de la Cueva y Leiva, que murió soltera.

Casó en segundas nupcias con María Fernández de Córdoba y Zúñiga, hija del II marqués de Comares, de quienes nació: 
- Isabel de la Cueva y Córdoba, casada con su tío Beltrán III de la Cueva y Castilla, VI duque de Alburquerque, padres de Francisco Fernández de la Cueva, VII duque.